# Pasochoa
Pasochoa är ett berg i Ecuador.   Det ligger i provinsen Pichincha, i den centrala delen av landet, 23 km söder om huvudstaden Quito. Toppen på Pasochoa är 4 200 meter över havet.
Terrängen runt Pasochoa är huvudsakligen bergig. Runt Pasochoa är det tätbefolkat, med 591 invånare per kvadratkilometer. Närmaste större samhälle är Machachi, 12,6 km sydväst om Pasochoa. I omgivningarna runt Pasochoa växer i huvudsak städsegrön lövskog.